# Société des amis de la bibliothèque Forney
La Société des Amis de la Bibliothèque Forney (SABF) a été fondée en juin 1914 par Henri Clouzot, conservateur de la Bibliothèque Forney de 1908 à 1920. Elle avait pour but de :
- faire connaître la bibliothèque,
- susciter des dons,
- accroître les collections et,
- créer « un office intermédiaire entre les chefs d'industrie et les dessinateurs ».

Mise en sommeil par la Première Guerre mondiale, elle tient sa deuxième Assemblée Générale le 4 mai 1923, grâce au dynamisme de Gabriel Henriot, conservateur de 1920 à 1940.

## Fonctionnement
C'est une association à but non lucratif régie par la loi du 1er juillet 1901. 
Elle se compose de membres adhérents, de membres associés, de membres bienfaiteurs, et de membres d’honneur. Elle compte aujourd'hui près de 400 membres, venus d'horizons très divers : étudiants, professeurs, conférenciers, éditeurs, chercheurs, designers, graphistes, costumiers, artisans, galeristes, commissaires-priseurs ...
Elle est administrée par un Conseil d'Administration composé de six membres au moins et de dix-huit membres au plus, nommés par l’Assemblée Générale pour une durée de trois ans. 
L’Assemblée générale se réunit une fois dans l’année, le Conseil au moins une fois et chaque fois que les nécessités l’exigent, sur convocation du président ou sur la demande de trois de ses membres.
Son siège est situé dans l'hôtel de Sens qui abrite la bibliothèque Forney.

## Missions
La société a pour mission d'enrichir le patrimoine de la Bibliothèque dans les domaines des métiers d'art (ébénisterie, ferronnerie, orfèvrerie), les arts graphiques et les beaux arts (peinture, dessin, sculpture, architecture) ; ainsi la SABF fait régulièrement des dons à la bibliothèque. Elle favorise le rayonnement de la Bibliothèque Forney tant en France qu'à l'étranger et informe régulièrement sur ses activités et sur celles de la bibliothèque : elle édité depuis 1962 un bulletin trimestriel de liaison :  Bulletin de la Société des amis de la Bibliothèque Forney  (ISSN 0583-8436), ainsi que des cartes postales reproduisant les documents de la Bibliothèque Forney.